# Championnat du Brésil de football de deuxième division 2014
Navigation
Série B 2013 Série B 2015
La saison 2014 de Série B est la trente-quatrième édition de la deuxième division de football du Brésil, qui constitue le deuxième échelon national du football brésilien et oppose 20 clubs professionnels, à savoir les douze clubs ayant terminé entre la 5e et la 16e place lors de la Série B 2013, ainsi que quatre clubs relégués de Série A 2013 et quatre clubs promus de Série C.
Le championnat débute le 18 avril 2014 et se clôt le 29 novembre 2014. Il comprend 38 journées, les clubs s'affrontant deux fois en matches aller-retour.
Le champion est Joinville, qui remporte son premier titre de champion de Série B et accède à la Série A deux saisons seulement après avoir été promu de Série C. Il est accompagné de Ponte Preta et Vasco da Gama, qui remontent un an seulement après avoir été relégués, ainsi qu'Avaí, qui retrouve le plus haut niveau trois ans après l'avoir quitté.
En bas du classement, América RN, Icasa, Vila Nova et Portuguesa connaissent la relégation en Série C. Pour Portuguesa, c'est la deuxième relégation en deux saisons.

## Clubs participants
| \| América RN ABC América MG Atlético Goianiense Vila Nova Avaí Boa Bragantino Ceará Icasa Joinville Luverdense Oeste Paraná Ponte Preta Portuguesa Sampaio Corrêa Santa Cruz Náutico Vasco da Gama \| Localisation des 20 clubs de la saison 2014 de Série B |
| América RN ABC América MG Atlético Goianiense Vila Nova Avaí Boa Bragantino Ceará Icasa Joinville Luverdense Oeste Paraná Ponte Preta Portuguesa Sampaio Corrêa Santa Cruz Náutico Vasco da Gama                                                              |

| Club                                            | Ville              | État                | En Série B depuis | Clt 2013    | Stade                             | Capacité |
| ----------------------------------------------- | ------------------ | ------------------- | ----------------- | ----------- | --------------------------------- | -------- |
| ABC Futebol Clube                               | Natal              | Rio Grande do Norte | 2011              | 14e Série B | Frasqueirão                       | 16 000   |
| América Futebol Clube (Belo Horizonte)          | Belo Horizonte     | Minas Gerais        | 2012              | 9e Série B  | Stade de l'Indépendance           | 18 000   |
| América Futebol Clube (Natal)                   | Natal              | Rio Grande do Norte | 2012              | 13e Série B | Arena América                     | 30 000   |
| Associação Atlética Ponte Preta                 | Campinas           | São Paulo           | 2014              | 19e Série A | Estádio Moisés Lucarelli          | 20 970   |
| Associação Desportiva Recreativa Cultural Icasa | Juazeiro do Norte  | Ceará               | 2013              | 5e Série B  | Romeirão                          | 20 000   |
| Associação Portuguesa de Desportos              | São Paulo          | São Paulo           | 2014              | 17e Série A | Estádio do Canindé                | 21 004   |
| Atlético Clube Goianiense                       | Goiânia            | Goiás               | 2013              | 16e Série B | Stade Serra-Dourada               | 50 049   |
| Avaí Futebol Clube                              | Florianópolis      | Santa Catarina      | 2012              | 10e Série B | Stade Ressacada                   | 19 000   |
| Boa Esporte Clube                               | Varginha           | Minas Gerais        | 2011              | 11e Série B | Melão                             | 15 471   |
| Ceará Sporting Club                             | Fortaleza          | Ceará               | 2012              | 7e Série B  | Stade Governador-Plácido-Castelo  | 67 037   |
| Club de Regatas Vasco da Gama                   | Rio de Janeiro     | Rio de Janeiro      | 2014              | 18e Série A | Stade São Januário                | 15 311   |
| Clube Atlético Bragantino                       | Bragança Paulista  | São Paulo           | 2008              | 12e Série B | Estádio Nabi Abi Chedid           | 17 128   |
| Clube Náutico Capibaribe                        | Recife             | Pernambouc          | 2014              | 20e Série A | Itaipava Arena Pernambuco         | 46 154   |
| Joinville Esporte Clube                         | Joinville          | Santa Catarina      | 2012              | 6e Série B  | Arena Joinville                   | 22 000   |
| Luverdense Esporte Clube                        | Lucas do Rio Verde | Mato Grosso         | 2014              | 3e Série C  | Stade municipal Passo das Emas    | 10 000   |
| Oeste Futebol Clube                             | Itápolis           | São Paulo           | 2013              | 15e Série B | Estádio dos Amaros                | 13 444   |
| Paraná Clube                                    | Curitiba           | Paraná              | 2008              | 8e Série B  | Stade Vila Capanema               | 20 083   |
| Sampaio Corrêa Futebol Clube                    | São Luís           | Maranhão            | 2014              | 2e Série C  | Castelão                          | 40 000   |
| Santa Cruz Futebol Clube                        | Recife             | Pernambouc          | 2014              | 1er Série C | Estádio José do Rego Maciel       | 60 044   |
| Vila Nova Futebol Clube                         | Goiânia            | Goiás               | 2014              | 4e Série C  | Stade Onésio Brasileiro Alvarenga | 8 000    |

## Compétition

### Règlement
L'article 12 du chapitre III du règlement général des compétitions de la CBF définit la distribution des points tel que suit :
- 3 points en cas de victoire
- 1 point en cas de match nul
- 0 point en cas de défaite

En cas d'égalité, l'article 9 du chapitre IV du règlement spécifique à la Série B de la CBF départage les équipes selon les critères suivants dans cet ordre :
- Nombre de matchs gagnés
- Différence de buts générale
- Nombre de buts marqués
- Confrontations directes[note 1]
- Nombre de cartons rouges reçus
- Nombre de cartons jaunes reçus
- Tirage au sort

### Déroulement
Le 15 septembre 2014, l'América MG se voit infliger une pénalité de 21 points, ainsi qu'une amende de 4 000 R$, soit environ 950 €, par le Superior Tribunal de Justiça Desportiva (abrégé en STJD, en français tribunal supérieur de la justice sportive), l'organe autonome de la CBF qui traite les questions légales et juge les contentieux du football brésilien. Le club minérien est condamné pour avoir inscrit l'arrière latéral Eduardo José Diniz Costa sur quatre feuilles de matchs de Série B, dont une apparition officielle face à ABC lors de la quatorzième journée le 2 août 2014 (victoire par un but à zéro), alors que celui-ci a déjà évolué dans les compétitions nationales brésiliennes sous les couleurs de deux autres clubs lors de la saison 2014, en coupe du Brésil avec le São Bernardo Futebol Clube pour les deux matches du premier tour face au Paraná et en Série B avec le Portuguesa pour six matchs. Le 2 octobre 2014, à la suite de l'appel déposé par l'América MG, le STJD revoit la sanction à la baisse et n'inflige plus que 6 points de pénalité, mais augmente l'amende du club à 20 000 R$, soit environ 4 700 €.

### Classement
| Rang | Équipe              | Pts | J  | G  | N  | P  | Bp | Bc | Diff |
| ---- | ------------------- | --- | -- | -- | -- | -- | -- | -- | ---- |
| 1    | Joinville           | 70  | 38 | 21 | 7  | 10 | 54 | 33 | +21  |
| 2    | Ponte PretaR        | 69  | 38 | 19 | 12 | 7  | 61 | 38 | +23  |
| 3    | Vasco da GamaR      | 63  | 38 | 16 | 15 | 7  | 50 | 36 | +14  |
| 4    | Avaí                | 62  | 38 | 18 | 8  | 12 | 47 | 40 | +7   |
| 5    | América MG-6        | 61  | 38 | 20 | 7  | 11 | 59 | 39 | +20  |
| 6    | Boa                 | 59  | 38 | 18 | 5  | 15 | 51 | 48 | +3   |
| 7    | Atlético Goianiense | 59  | 38 | 17 | 8  | 13 | 54 | 49 | +5   |
| 8    | Ceará               | 57  | 38 | 16 | 9  | 13 | 58 | 53 | +5   |
| 9    | Santa CruzP         | 55  | 38 | 14 | 13 | 11 | 51 | 38 | +13  |
| 10   | Sampaio CorrêaP     | 53  | 38 | 13 | 14 | 11 | 54 | 46 | +8   |
| 11   | Paraná              | 51  | 38 | 13 | 12 | 13 | 45 | 43 | +2   |
| 12   | LuverdenseP         | 50  | 38 | 15 | 5  | 18 | 40 | 46 | -6   |
| 13   | NáuticoR            | 50  | 38 | 14 | 8  | 16 | 40 | 47 | -7   |
| 14   | ABC                 | 48  | 38 | 14 | 6  | 18 | 34 | 40 | -6   |
| 15   | Oeste               | 48  | 38 | 12 | 12 | 14 | 39 | 48 | -9   |
| 16   | Bragantino          | 46  | 38 | 13 | 7  | 18 | 45 | 55 | -10  |
| 17   | América RN          | 43  | 38 | 12 | 7  | 19 | 44 | 53 | -9   |
| 18   | Icasa               | 43  | 38 | 11 | 10 | 17 | 34 | 43 | -9   |
| 19   | Vila NovaP          | 32  | 38 | 10 | 2  | 26 | 35 | 70 | -35  |
| 20   | PortuguesaR         | 25  | 38 | 4  | 13 | 21 | 29 | 59 | -30  |

| Légende : Qualifications et relégations | Légende : Qualifications et relégations                     |
| --------------------------------------- | ----------------------------------------------------------- |
|                                         | 1er, 2e, 3e et 4e du championnat : Promotion en Série A     |
|                                         | 17e, 18e, 19e et 20e du championnat : Relégation en Série C |
|                                         | R : Relégué de Série A P : Promu de Série C                 |

### Résultats
| Résultats (▼dom., ►ext.)                                   | ABC | AMG | ARN | ATG | AVA | BOA | BRA | CEA | ICA | JOI | LUV | NÁU | OES | PAR | POP | POR | SAM | SAN | VDG | VIL |
| ABC                                                        |     | 1-0 | 0-0 | 2-0 | 2-1 | 1-0 | 0-2 | 1-0 | 3-0 | 2-1 | 0-1 | 1-1 | 0-1 | 2-1 | 0-2 | 0-0 | 1-0 | 2-1 | 1-2 | 0-2 |
| América MG                                                 | 1-0 |     | 2-1 | 1-1 | 3-0 | 0-2 | 0-2 | 3-0 | 1-1 | 3-1 | 2-0 | 1-3 | 3-0 | 1-0 | 3-0 | 3-1 | 4-0 | 1-0 | 2-3 | 2-0 |
| América RN                                                 | 0-2 | 1-0 |     | 3-3 | 3-1 | 1-3 | 4-2 | 0-1 | 2-0 | 1-0 | 2-0 | 1-0 | 0-1 | 2-3 | 0-2 | 1-1 | 2-2 | 0-1 | 2-0 | 0-1 |
| Atlético Goianiense                                        | 2-0 | 3-0 | 2-0 |     | 2-0 | 0-3 | 1-0 | 0-2 | 0-0 | 0-0 | 3-0 | 2-0 | 4-2 | 2-1 | 2-2 | 2-1 | 2-4 | 2-3 | 1-1 | 3-1 |
| Avaí                                                       | 0-1 | 2-0 | 0-0 | 2-1 |     | 2-0 | 1-2 | 1-1 | 1-0 | 0-3 | 1-2 | 0-2 | 0-0 | 2-1 | 1-1 | 2-0 | 3-2 | 0-0 | 1-0 | 2-1 |
| Boa                                                        | 0-0 | 1-3 | 3-2 | 1-1 | 2-0 |     | 2-1 | 3-1 | 2-0 | 1-0 | 2-1 | 1-0 | 1-0 | 1-0 | 0-1 | 2-1 | 2-1 | 0-2 | 0-2 | 3-0 |
| Bragantino                                                 | 1-0 | 0-2 | 2-1 | 2-1 | 1-4 | 4-2 |     | 1-2 | 2-1 | 1-0 | 2-0 | 2-2 | 3-0 | 1-1 | 0-2 | 2-2 | 0-1 | 2-1 | 1-1 | 1-2 |
| Ceará                                                      | 1-2 | 5-2 | 2-0 | 0-0 | 2-2 | 2-2 | 1-0 |     | 2-1 | 1-3 | 3-1 | 2-2 | 1-0 | 2-1 | 3-2 | 2-1 | 1-1 | 0-2 | 2-0 | 4-0 |
| Icasa                                                      | 1-0 | 2-0 | 0-2 | 1-0 | 0-2 | 3-2 | 3-0 | 2-1 |     | 1-1 | 1-0 | 3-1 | 0-0 | 1-2 | 0-1 | 2-0 | 0-3 | 1-1 | 1-1 | 0-1 |
| Joinville                                                  | 3-0 | 1-1 | 1-0 | 2-0 | 0-1 | 2-1 | 1-0 | 3-0 | 2-1 |     | 1-1 | 1-0 | 2-1 | 3-0 | 3-1 | 3-0 | 3-1 | 1-1 | 0-0 | 1-0 |
| Luverdense                                                 | 3-1 | 1-2 | 2-1 | 0-2 | 3-1 | 4-2 | 2-0 | 1-0 | 1-0 | 2-2 |     | 0-2 | 1-0 | 0-2 | 0-1 | 3-1 | 0-1 | 2-1 | 2-1 | 2-0 |
| Náutico                                                    | 2-1 | 1-4 | 2-1 | 1-2 | 0-1 | 1-3 | 0-0 | 2-1 | 1-0 | 1-2 | 1-0 |     | 3-2 | 3-1 | 1-1 | 2-1 | 1-0 | 0-0 | 0-1 | 2-0 |
| Oeste                                                      | 1-0 | 1-3 | 2-1 | 1-2 | 0-0 | 2-1 | 4-1 | 3-1 | 0-0 | 1-0 | 2-1 | 2-0 |     | 2-2 | 1-1 | 3-0 | 0-0 | 1-1 | 1-1 | 1-3 |
| Paraná                                                     | 1-0 | 1-1 | 4-1 | 2-0 | 1-1 | 0-0 | 1-0 | 0-0 | 1-0 | 2-3 | 0-2 | 2-0 | 0-0 |     | 1-2 | 1-0 | 0-0 | 3-2 | 1-1 | 3-1 |
| Ponte Preta                                                | 2-1 | 0-1 | 2-2 | 3-4 | 3-1 | 1-0 | 1-0 | 3-1 | 1-1 | 2-0 | 2-2 | 2-0 | 5-1 | 2-2 |     | 0-0 | 1-0 | 1-1 | 0-0 | 1-0 |
| Portuguesa                                                 | 0-0 | 2-1 | 1-2 | 2-0 | 1-3 | 1-1 | 1-3 | 1-1 | 1-2 | 1-2 | 1-0 | 0-0 | 0-0 | 1-1 | 0-3 |     | 1-4 | 1-1 | 0-1 | 2-3 |
| Sampaio Corrêa                                             | 2-1 | 0-0 | 3-0 | 1-2 | 1-1 | 3-0 | 3-0 | 2-2 | 3-2 | 1-2 | 1-0 | 1-1 | 2-2 | 0-2 | 3-3 | 0-0 |     | 0-0 | 2-2 | 2-0 |
| Santa Cruz                                                 | 1-1 | 1-1 | 0-1 | 2-0 | 0-1 | 3-0 | 2-1 | 2-3 | 1-1 | 2-0 | 0-0 | 3-0 | 3-0 | 1-1 | 2-1 | 1-0 | 0-2 |     | 1-0 | 5-1 |
| Vasco da Gama                                              | 1-0 | 1-1 | 1-1 | 3-0 | 0-5 | 2-0 | 2-2 | 2-0 | 1-1 | 2-0 | 2-0 | 2-1 | 2-0 | 1-0 | 1-1 | 1-1 | 1-1 | 4-1 |     | 3-1 |
| Vila Nova                                                  | 3-5 | 0-1 | 1-3 | 0-2 | 0-1 | 0-2 | 1-1 | 1-5 | 0-1 | 0-1 | 0-0 | 0-1 | 0-1 | 2-0 | 0-3 | 1-2 | 4-1 | 3-2 | 2-1 |     |
| - Victoire à domicile - Match nul - Victoire à l'extérieur |     |     |     |     |     |     |     |     |     |     |     |     |     |     |     |     |     |     |     |     |

## Bilan de la saison
| Tableau d'honneur   |                                       |
| Champion            | Joinville                             |
| Promus en Série A   | Ponte Preta Vasco da Gama Avaí        |
| Relégués en Série C | América RN Icasa Vila Nova Portuguesa |

| Équipes qui arrivent en Série B |                                 |
| Relégués de Série A             | Vitória Bahia Botafogo Criciúma |
| Promus de Série C               | Macaé Paysandu Mogi Mirim CRB   |